# Схема функциональной целостности
Схема функциональной целостности (СФЦ) — это логически универсальное графическое средство структурного представления исследуемых свойств системных объектов. Описание аппарата схем функциональной целостности было впервые опубликовано Можаевым А. С. в 1982 году. По построению аппарат СФЦ реализует все возможности алгебры логики в функциональном базисе «И», «ИЛИ» и «НЕ». СФЦ позволяют корректно представлять как все традиционные виды структурных схем (блок-схемы, деревья отказов, деревья событий, графы связности с циклами), так и принципиально новый класс немонотонных (некогерентных) структурных моделей различных свойств исследуемых систем. В настоящее время СФЦ применяются для построения структурных схем для расчета показателей надежности, стойкости, живучести, технического риска, реальной эффективности систем.

## Графический аппарат схем функциональной целостности
СФЦ образуют её основные графические символы, которые включают в себя: два вида вершин (функциональная и фиктивная), два вида направленных ребер (конъюнктивная дуга и дизъюнктивная дуга) и два вида выходов дуг из вершин (прямой и инверсный).

### Вершина

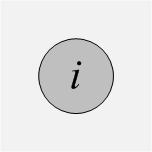
Функциональная
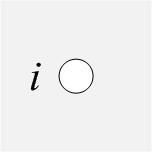
Фиктивная

- Функциональная вершина. Главное назначение функциональных вершин состоит в графическом обозначении одного из двух возможных исходов простого (бинарного) случайного события, сопоставленного элементу {\displaystyle i} исследуемой системы. В логических моделях исходы бинарных событий представляются простыми логическими переменными {\displaystyle \left\{x_{i},{\bar {x}}_{i}\right\}}, а в вероятностных моделях — вероятностями {\displaystyle p_{i}}, {\displaystyle q_{i}=1-p_{i}}, которые определяют собственные вероятности свершения простых случайных событий.

Примерами событий, представляемых функциональными вершинами в СФЦ могут быть:
- безотказность технического средства {\displaystyle i~,} в течение заданного времени его работы (наработки);
- отказ технического средства в течение заданного времени работы;
- принятие (или не принятие) некоторого решения на определенном этапе управления системой;
- правильное выполнение функций (или ошибка) оператора в процессе или на определенном этапе управления системой;
- поражение (или не поражение) объекта ударом противника и т. п.

- Фиктивная вершина. Не представляет элементов системы, является вспомогательной, используется для удобства графического представления сложных логических связей и отношений между различными элементами системы.

### Выход
Все непосредственно исходящие из вершины {\displaystyle i} ребра в СФЦ обозначаются символом {\displaystyle y_{i}}. Каждая такая дуга {\displaystyle y_{i}} называется выходной или интегративной функцией и представляет все логические условия реализации (или не реализации) элементом {\displaystyle i} своего функционального назначения в системе.

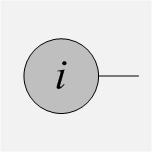
Прямой
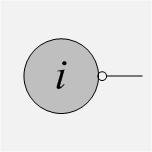
Инверсный

- Прямой выход ребра из вершины, представляет собой условие реализации {\displaystyle y_{i}} выходной (интегративной) функции соответствующим элементом.
- Инверсный выход ребра из вершины, представляет собой условие не реализации {\displaystyle {\bar {y}}_{i}} выходной (интегративной) функции соответствующим элементом (логический оператор «НЕ»).

### Ребро

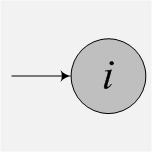
Дизъюнктивное
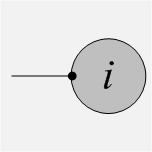
Конъюнктивное

- Дизъюнктивное ребро в СФЦ представляет собой линию со стрелкой на конце, связывающая между собой пару вершин. Стрелка на конце дизъюнктивного ребра представляет:

1. направленность функционального подчинения между связанными этим ребром вершинами СФЦ;
2. логический оператор «ИЛИ» между множеством заходящих в одну вершину дизъюнктивных ребер.

- Конъюнктивное ребро в СФЦ представляет собой линию с точкой на конце, связывающая между собой пару вершин. Точка на конце конъюнктивного ребра представляет:

1. направленность функционального подчинения между связанными этим ребром вершинами СФЦ;
2. логический оператор «И» между множеством заходящих в одну вершину конъюнктивных ребер.

### Типовые фрагменты СФЦ
1. Головная вершина. На рисунке 1 показана функциональная вершина СФЦ, в которую не заходит ни одного ребра. Такие вершины называют головными. Элементы систем, представляемые в СФЦ головными вершинами, считаются достоверно обеспеченными. Это значит, что реализация выходного функционального события {\displaystyle y_{i}} головной вершины {\displaystyle i}, полностью определяется свершением только собственного события {\displaystyle x_{i}}, например безотказностью (собственной работоспособностью) элемента системы в течение всего заданного времени функционирования. Аналитически такое условие определяется следующим логическим уравнением {\displaystyle y_{i}=x_{i}}. Это уравнение представляет ситуацию, когда выполнение элементом {\displaystyle i} его функции {\displaystyle y_{i}} в системе реализуется при одном единственном условии — безотказности {\displaystyle x_{i}} этого элемента. Обобщенный фрагмент СФЦ

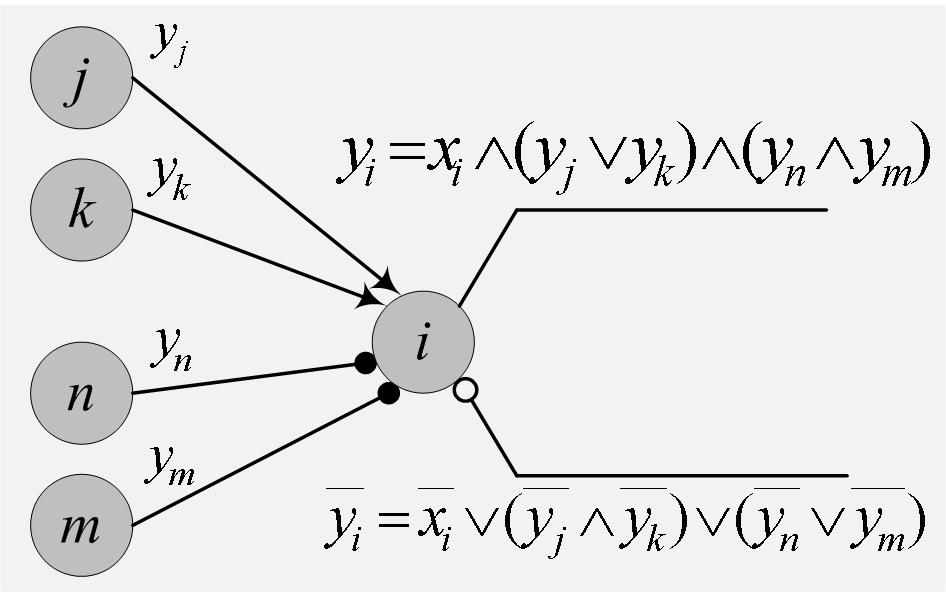
Обобщенный фрагмент СФЦ

2. Последовательное соединение (конъюнктивное или дизъюнктивное ребро). На рисунке 2 показан вариант графического изображения функционального подчинения условия реализации выходной функции {\displaystyle y_{i}} элемента {\displaystyle i} двум событиям — безотказной работы {\displaystyle x_{i}} самого элемента {\displaystyle i} и реализации выходной функции {\displaystyle y_{j}} элемента {\displaystyle j}, который обеспечивает функционирование элемента {\displaystyle i}. Логическое уравнение в этом случае примет вид: {\displaystyle y_{i}=x_{i}\land y_{j}}. Это уравнение означает, что последовательным соединением вершин в СФЦ (как в блок-схемах и графах связности) представляется логическое произведение (конъюнкция, операция «И») элементарного события {\displaystyle x_{i}} и функционального события {\displaystyle y_{i}}. В вероятностном смысле последовательное соединение вершин СФЦ представляет сложное случайное событие пересечения, то есть одновременного свершения (в данный момент или на данном интервале времени) всех входящих в данное соединение простых и функциональных событий. Так, например, если обозначить {\displaystyle x_{j}} — событие, состоящее в безотказной работе источника питания {\displaystyle j} и всех средств её передачи к вентилятору {\displaystyle i}, а {\displaystyle x_{i}} — событие, безотказной работы самого вентилятора, то уравнение {\displaystyle y_{i}=x_{i}\land y_{j}} определяет условие {\displaystyle y_{i}} реализации системой выходной функции работы вентиляции объекта в целом.
3. Параллельное соединение (дизъюнктивные ребра). На рисунке 3 показан вариант представления организационных отношений между функциями {\displaystyle y_{j}} и {\displaystyle y_{k}}, связанных дизъюнктивной логикой обеспечения реализации выходной функции {\displaystyle y_{i}} элемента {\displaystyle i} системы {\displaystyle y_{i}=x_{i}\land (y_{j}\lor y_{k})}. Дизъюнктивные организационные отношения в СФЦ являются аналогами параллельных соединений в графах связности или операторов «ИЛИ» деревьев отказов. Например, если {\displaystyle x_{j}} и {\displaystyle x_{k}} — события безотказной работы основного и резервного источников питания, а {\displaystyle x_{i}} — событие безотказной работы питаемого ими потребителя, то уравнение {\displaystyle y_{i}=x_{i}\land (y_{j}\lor y_{k})} определяет условия реализации выходной функции {\displaystyle y_{i}} определяет безотказные условия работы данной трехэлементной схемы в целом.
4. Параллельное соединение (конъюнктивные ребра). Главное назначение конъюнктивных дуг в СФЦ состоит в обеспечении возможности представления таких зависимостей, которые требуют одновременного параллельного функционирования нескольких элементов, ветвей или подсистем исследуемого объекта. Так, логические условия реализации выходной функции {\displaystyle y_{i}} системы, изображенной на рисунке 4, состоит в совместной (одновременной, параллельной) реализации функций {\displaystyle y_{j}} и {\displaystyle y_{k}} двух разных элементов {\displaystyle j} и {\displaystyle k}, которые обеспечивают функционирование элемента {\displaystyle i}, а также безотказной работы {\displaystyle x_{i}} самого элемента {\displaystyle i}, и запишутся следующим образом: {\displaystyle y_{i}=x_{i}\land (y_{j}\land y_{k})}.
5. Фиктивная вершина. На рисунках 5, 6, 7 приведены несколько типовых вариантов применения вершин в СФЦ. Фиктивная вершина {\displaystyle i} рассматривается как логическая константа 1 (истина), то есть как некоторое условное, достоверное событие. Поэтому они имеют следующее аналитическое определение: {\displaystyle x_{i}=1,p_{i}=1;\ {\overline {x_{i}}}=0,q_{i}=0}. Логические уравнения выходных функций для фиктивных вершин отличаются от аналогичных для функциональных вершин только отсутствием в записи обозначений собственных логических переменных {\displaystyle x_{i}} фиктивных вершин {\displaystyle i}.

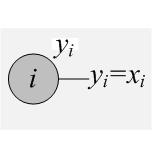
Рис.1 Головная вершина
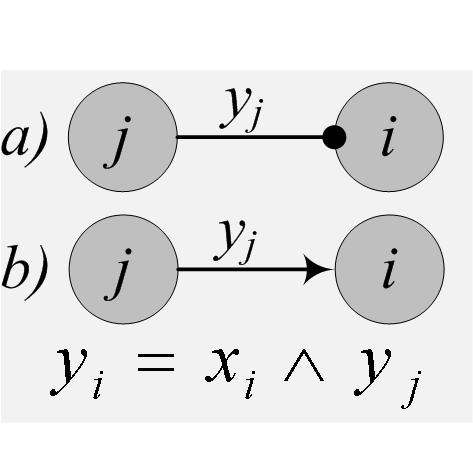
Рис.2 Конъюнкция
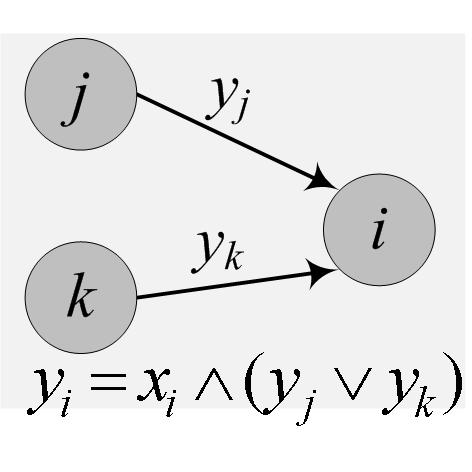
Рис.3 Дизъюнкция
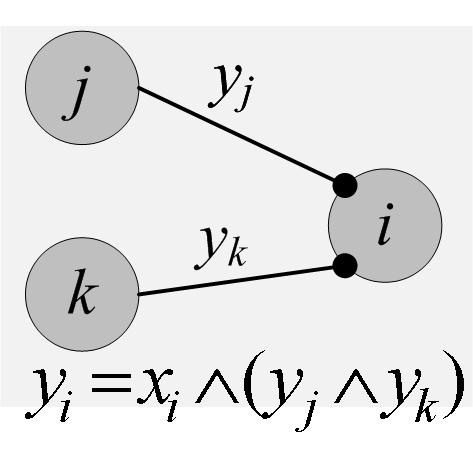
Рис.4 Конъюнкция
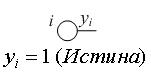
Рис.5 Фиктивная вершина
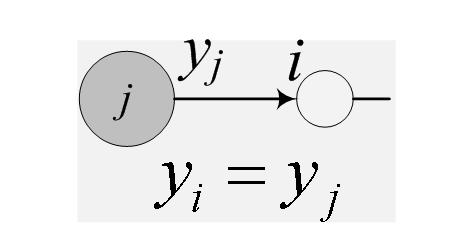
Рис.6 Фиктивная вершина
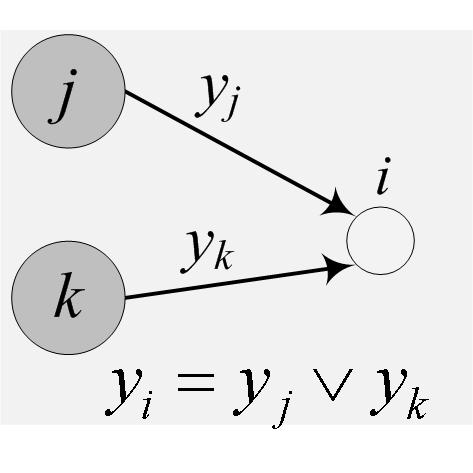
Рис.7 Фиктивная вершина

## Методология
Разработка СФЦ при проведении структурного анализа системы означает, прежде всего, графическое представление логических условий реализации собственных функций элементами и подсистемами. Таким образом, СФЦ аналитически эквивалентна системе логических уравнений, составленной по прямым {\displaystyle y_{i}} и инверсным {\displaystyle {\overline {y}}_{i}} выходам всех функциональных, фиктивных и размноженных вершин.
Второй важной стороной построения и дальнейшего использования СФЦ является указание конкретной цели моделирования — логических условий реализации исследуемого системного свойства, например, безотказности или отказа системы, безопасности или возникновения аварии и т. п. 

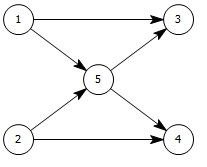
СФЦ мостиковой системы

Далее, происходит решение системы логических уравнений по заданному логическому критерию функционирования, то есть нахождение логической функции работоспособности системы (ФРС).

Система логических уравнений мостиковой системы:

{\displaystyle {\begin{cases}y_{1}=x_{1}\\y_{2}=x_{2}\\y_{3}=x_{3}\land (y_{1}\lor y_{5})\\y_{4}=x_{4}\land (y_{2}\lor y_{5})\\y_{5}=x_{5}\land (y_{1}\lor y_{2})\end{cases}}}

Логический критерий успешного функционирования: {\displaystyle Y_{s}=y_{3}\lor y_{4}}

После решения системы логических уравнений одним из известных методов, получаем логическую функцию работоспособности системы:{\displaystyle Y_{s}=(x_{1}\land x_{3})\lor (x_{1}\land x_{5}\land x_{4})\lor (x_{2}\land x_{4})\lor (x_{2}\land x_{5}\land x_{3})}

Все конъюнкции в выражении для {\displaystyle Y_{s}} представляют собой кратчайшие пути успешного функционирования (КПУФ), поскольку из любой конъюнкции нельзя удалить ни одной переменной не нарушив условия реализации критерия {\displaystyle Y_{s}}.
Зададим условие неработоспособности (отказа) мостиковой системы: {\displaystyle Y_{f}={\overline {Y}}_{s}={\overline {y}}_{3}\land {\overline {y}}_{4}}. Теперь искомая ФРС должна точно и однозначно представлять условия, когда реализуется неработоспособность (отказ) мостиковой системы. После решения системы логических уравнений одним из известных методов, получаем логическую функцию работоспособности системы:{\displaystyle Y_{f}={\overline {Y}}_{s}=({\overline {x}}_{1}\land {\overline {x}}_{2})\lor ({\overline {x}}_{2}\land {\overline {x}}_{4})\lor ({\overline {x}}_{2}\land {\overline {x}}_{5}\land {\overline {x}}_{3})\lor ({\overline {x}}_{1}\land {\overline {x}}_{5}\land {\overline {x}}_{4})}

Все конъюнкции в выражении для {\displaystyle Y_{f}} представляют собой минимальные сечения отказов (МСО), поскольку удаление из любой конъюнкции даже одной переменной нарушает условие отказа системы.